# Объезд (Секретные материалы)
«Объезд» (англ. «Detour») — 4-й эпизод 5-го сезона сериала «Секретные материалы», главные герои которого — Фокс Малдер (Дэвид Духовны) и Дана Скалли (Джиллиан Андерсон), агенты ФБР, расследующие сложно поддающиеся научному объяснению преступления, называемые Секретными материалами. В данном эпизоде Малдер и Скалли расследуют нападения неизвестного хищника в небольшом лесу во Флориде. Эпизод принадлежит к типу «монстр недели» и никак не связан с основной «мифологией сериала», заданной в пилотной серии.
Премьера эпизода состоялась 23 ноября 1997 года на телеканале FOX. В США серия получила рейтинг домохозяйств Нильсена, равный 13,2, который означает, что в день выхода серию посмотрели 22,8 миллиона человек.

## Сюжет
Двое геодезистов, делающих замеры в Национальном лесу Апалачикола в округе Лион, штат Флорида, подвергаются атаке невидимых существ со светящимися красными глазами. Позже, в тот же день, местный житель Майкл Асеков во время охоты находит с сыном Льюисом окровавленную куртку. Увидев непонятное движение в кустах, Асеков приказывает мальчику бежать домой с собакой. Убегая, Льюис слышит выстрелы из ружья.
Малдер и Скалли, находясь во Флориде, едут с недалекими и надоедливыми агентами ФБР Кинзли и Стоунсайфер на семинар по улучшению командного духа. Неожиданно дальнейшая дорога оказывается заблокирована полицейскими. Вышедшего из машины Малдера ловит взволнованная жена Майкла Асекова, сообщив об исчезновении мужа и свидетельстве сына о произошедшем с ними. Офицер полиции Мишель Фазекас, находящаяся там же, сомневается в показаниях мальчика, но Малдер охотно соглашается помочь, чтобы не ехать на бесполезный для него семинар. Позднее он объясняет Скалли, что ни одно животное в Северной Америке не будет атаковать более сильную жертву, когда доступна более слабая.
Ночью в доме Асековых собака внезапно начинает лаять. Миссис Асеков выпускает собаку на улицу, но обнаруживает, что дверь дома заперта на засов изнутри. Льюис, услышав крики и стук матери с улицы, вылезает из постели, но видит в коридоре тёмную фигуру со светящимися красными глазами. Льюису удается спастись, попав в руки прибывшему Малдеру. На следующее утро Малдер, изучая следы, обнаруживает необычное распределение веса на стопе. Также выманивание миссис Асеков наружу поддерживает гипотезу Малдера о паранормальной природе существа.
Агенты отправляются в лес вместе с Мишель Фазекас и Джеффом Глейзером – техником, вооруженным тепловизором. Глейзер обнаруживает двух существ, невидимых без тепловизора, но существа разбегаются. Разделившись на две группы, люди пытаются их преследовать, но сначала пропадает Фазекас, а потом и Глейзер. Малдера атакует существо и ранит агента, хотя Скалли удается подстрелить нападавшего. Раненый Малдер и Скалли проводят ночь в лесу без воды и еды, безуспешно пытаясь развести костёр.
На следующее утро Скалли проваливается в подземный тоннель, где находятся тела Фазекас, Асекова и других людей. Заметив в глубине пещеры красные глаза, Скалли понимает, что она безоружна. Малдер сбрасывает ей пистолет, но, услышав шум в кустах, сам спрыгивает к напарнице. Скалли стреляет в темноту и убивает человекообразное существо с кожей, похожей на кору дерева. Рядом с телом они находят вырезанные на дерева слова «Ad Noctum» (лат. В темноту). Агентов, а также выживших Фазекас и Асекова, спасает поисковый отряд с Кинзли и Стоунсайфер.
Покинув лес, Малдер заявляет, что существа могли быть эволюционировавшими испанскими конкистадорами, прибывшими сюда более 400 лет назад. Кинзли считает это бредовой идеей, но Малдер развивает мысль, что века отчуждения могли привести к столь кардинальным переменам организма. Агент приходит к выводу, что существа считают появление людей на «своей» территории угрозой и сопротивляются этому, что может угрожать жизни Скалли. Малдер спешит в мотель к Скалли, но та спокойно собирает вещи. Малдер помогает ей с чемоданом, и агенты уходят. После того как дверь закрывается, под кроватью в номере Скалли вспыхивают красные глаза.

## Производство
Ответственный продюсер сериала Фрэнк Спотниц написал сценарий к эпизоду после просмотра триллера «Избавление». По словам Спотница, его привлекла идея остаться во враждебной среде с невидимым врагом. Во время доработки сценария Винс Гиллиган предложил несколько новых сюжетных элементов, включая семинар по укреплению командного духа. Концовка эпизода была намеренно оставлена расплывчатой. «Страшнее думать, что монстр по-прежнему где-то там», - объяснил это решение Спотниц.
Поначалу съёмки велись в Сеймурском заповеднике, к северу от Ванкувера. Хотя обычно съемки эпизода занимались 7-8 дней, для завершения «Объезда» потребовалось 19 дней из-за сильных дождей. В результате съёмки были перенесены в павильон, а Ким Мэннерс был назначен ассистентом режиссёра Бретта Доулера для параллельных съёмок отдельных сцен.
Продюсеры планировали, что антагонисты эпизода будут сливаться с фоном при помощи физических костюмов. Но это оказалось весьма непрактично и неправдоподобно, поэтому монстров просто создали при помощи компьютерной графики в пост-производственный период. Светящиеся красные глаза, например, были получены путем наложения друг на друга многочисленных образов глаз, включая глаза собаки.